# NGC 3953

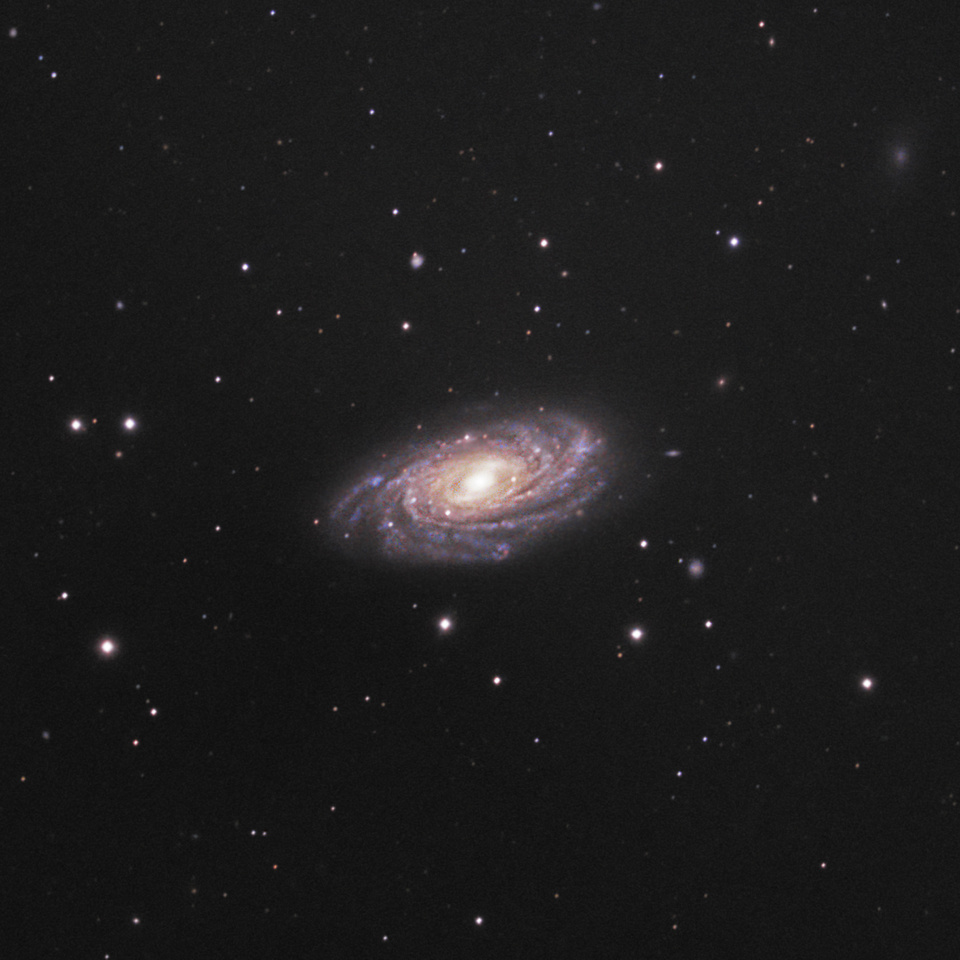
アマチュア望遠鏡で観測したNGC 3953

NGC 3953は、おおぐま座にある棒渦巻銀河である。

## 超新星
NGC 3953の中では、超新星が2つ確認されている。Ia型超新星のSN 2001dpとSN 2006bpである。

## 環境
NGC 3953は、おおぐま座にあり50個以上の銀河を含む大きな銀河群であるM109銀河群の一員である。